# Fertőszentmiklós vasútállomás
Fertőszentmiklós vasútállomás egy Győr-Moson-Sopron vármegyei vasútállomás, Fertőszentmiklós településen, a GYSEV üzemeltetésében. A település, ezen belül is Szerdahely településrész északnyugati peremén helyezkedik el, közúti elérését a 8521-es útból nyugatnak kiágazó 85 311-es számú mellékút teszi lehetővé.

## Történet
Fertőszentmiklós állomását a Győr–Sopron–Ebenfurti Vasút Rt. építette a nevében jelzett vonal részeként 1876-ban. A Kis-Czellbe (ma: Celldömölk) és Pándorfaluba vezető szárnyvonalakat a  Fertővidéki Helyi Érdekű Vasút Rt. nyitotta meg 1897-ben. Az állomást a korai időkben Eszterháza, illetve Eszterháza-Fertőszentmiklós néven említik.
A mai felvételi épületet szintén 1897-ben helyezték üzembe. A háromszintes épület (pince, földszint, emelet) a forgalmi és kiszolgáló helyiségeken kívül négy lakást foglal magába. Utolsó felújítására 2020-ban került sor. 
1979-ben bezárták, majd megszüntették celldömölki vonalat. 
Az állomás utolsó korszerűsítése 2022-ben történt, akkor egyes vágányok részleges elbontásával új, széles, a sínkoronaszint felett 55 cm magas peronok épültek, melyek az alacsonypadlós vasúti kocsikba szintbeni beszállást tesznek lehetővé. 

## Vasútvonalak
Az állomást az alábbi vasútvonalak érintik:
- Győr–Sopron-vasútvonal
- Fertővidéki Helyiérdekű Vasút
- Fertőszentmiklós–Pomogy vasútvonal

## Kapcsolódó állomások
A vasútállomáshoz az alábbi állomások vannak a legközelebb:
- Petőháza vasútállomás (Győr vasútállomás, Győr–Sopron-vasútvonal)
- Pinnye vasútállomás (Sopron vasútállomás, Győr–Sopron-vasútvonal)
- Fertőszéplak-Fertőd megállóhely (Fertőszentmiklós–Pomogy vasútvonal)

## Forgalom
| Járat                                       | Útvonal | Gyakoriság   |
| ------------------------------------------- | --- | ------------ |
| személyvonat                                | Győr – Ikrény – Rábapatona – Enese – Kóny – Csorna – Farád – Rábatamási – Szárföld – Veszkény – Kapuvár – Vitnyéd-Csermajor – Petőháza – Fertőszentmiklós (– Pinnye – Fertőboz) – Sopron | 1-2 óránként |
| személyvonat / Regionalexpress/REX63 (Fhév) | Fertőszentmiklós – Fertőszéplak-Fertőd – Pamhagen (Pomogy) (– Wallern im Burgenland (Valla) – St. Andrä am Zicksee (Mosonszentandrás) – Frauenkirchen (Boldogasszony) – Mönchhof-Halbturn (Barátudvar-Féltorony) – Gols (Gálos) – Weiden am See (Védeny) – Bad Neusiedl am See (Nezsiderfürdő) – Neusiedl am See (Nezsider) – Parndorf Ort (Pándorfalu község) – Bruck a. d. Leitha (Bruck-Királyhida) – Gramatneusiedl – Wien Grillgasse – Wien Hauptbahnhof) | Napi 5 pár   |
| Scarbantia InterCity                        | Budapest-Keleti – Budapest-Kelenföld – Tatabánya – Tata – Komárom – Győr – Csorna – Kapuvár – Fertőszentmiklós – Sopron | 2 óránként   |